# Djemorah
Djemorah est une commune de la wilaya de Biskra en Algérie.

## Économie
- La commune est le siège de la société d'eau minérale Guedila.